# Beweging ter Vrijwillig Uitsterven van de Mensheid
De Beweging ter Vrijwillig Uitsterven van de Mensheid, ook bekend als de VHEMT (de afkorting van de Engelse naam Voluntary Human Extinction Movement, uitgesproken als vehement) is een beweging binnen de diepe ecologie die het vrijwillig uitsterven van de mensheid voorstaat. Dit onder andere om het verder uitsterven van diersoorten (zie ook uitgestorven diersoort) tegen te gaan.
Het motto van de organisatie is Mogen we lang leven en uitsterven. De organisatie is geen voorstander van moord, zelfmoord, abortus of gewelddadige methoden; in plaats daarvan wil zij bereiken dat zo veel mogelijk mensen zich vrijwillig niet voortplanten. Niet alle leden van de beweging willen dit overigens volhouden tot de mens volledig is uitgestorven; sommigen willen slechts dat de voortplanting sterk verminderd wordt.